# RapidShare
RapidShare était une entreprise et un site d'hébergement de fichiers en un clic d'origine allemande, hébergé en Suisse et en Chine, qui proposait un service d'hébergement de fichiers en un clic. L'offre ne comprenait qu'une seule version depuis le 1er juillet 2014 : une version complète payante (Premium), dont les revenus finançaient le service.
Les millions de fichiers stockés sur ses serveurs classaient ce site parmi les plus importantes plates-formes de ce type. Selon Alexa, Rapidshare.com était le 12e site web le plus visité du monde sur les trois mois d'avril à juin 2008. Le site a fermé ses portes le 31 mars 2015.

## Histoire
Le site d'origine était Rapidshare.de, utilisant le domaine national de premier niveau .de réservé à la République fédérale d'Allemagne. Il permettait de stocker des fichiers d'une taille allant jusqu'à 300 Mo. Le 20 octobre 2006, la page d'accueil de Rapidshare annonce que « malheureusement, tous les disques durs de Rapidshare.de sont pleins ».
Un nouveau site - Rapidshare.com - fut alors mis en place en avril 2007, avec pour vocation de prendre, à terme, la place de Rapidshare.de. Au lancement de Rapidshare.com, les détenteurs de comptes payants sur Rapidshare.de pouvaient également les utiliser sur Rapidshare.com, l'inverse n'étant cependant pas possible. Pourtant, RapidShare affirmait que les deux entités étaient entièrement distinctes.
Le site Rapidshare.de ne fonctionne plus depuis le 23 avril 2010 et renvoie vers le site RapidShare.com.
Rapidshare.com ferme ses portes le 31 mars 2015.

## Fonctionnement et services

### Mise en ligne et téléchargement
RapidShare.com permet à tous les utilisateurs de stocker des fichiers sur les serveurs du prestataire. Chaque fichier doit respecter une taille maximale de 2 Go, mais il est possible de stocker plusieurs fichiers. L'utilisateur reçoit après l'opération de transfert un lien URL de téléchargement unique qui permet à toute personne le possédant de télécharger le fichier mis en ligne. Les fichiers sont conservés:
- s'ils ont été mis en ligne par des utilisateurs non payants, sans limite de durée dès lors qu'ils sont téléchargés au moins une fois tous les 60 jours ;
- s'ils ont été mis en ligne par des utilisateurs payants, sans limite de durée. Toutefois, si l'utilisateur a stocké plus de 50 Go de données, elles ne sont conservées sans limite de durée que si elles sont téléchargées au moins une fois tous les 60 jours.

L'enregistrement payant offre plusieurs avantages, tels que la possibilité de procéder à plusieurs téléchargements simultanés. Les comptes payants sont limités à un maximum sur une période glissante de 5 jours, dans le but de freiner le partage de comptes, particulièrement à travers l'utilisation de sites web dédiés. Autrefois de 20 Go, cette limitation est cependant régulièrement rehaussée (25 Go à partir du 9 février 2007 puis 50 Go à partir du 3 juin 2008).
Le lien affiché à la fin du transfert du fichier sur les serveurs est, en principe, le seul moyen d'accéder aux fichiers hébergés, il n'est pas possible d'effectuer des recherches de fichiers directement sur le serveur. Cependant, diverses méthodes existent pour contourner cette limitation, notamment l'utilisation d'un moteur de recherche limité à l'extension de fichier recherchée et au site rapidshare.com ; divers sites se présentant comme des moteurs de recherche spécialisés pour le site Rapidshare (et parfois d'autres sites d'hébergement) ont également fait leur apparition.
Les serveurs de Rapidshare ont hébergé jusqu'à 4,5 pétaoctets et fonctionnaient à la vitesse de 600 Gigabits par seconde.

### Captcha
Le site utilise un système de captcha destiné à empêcher les téléchargements effectués automatiquement et en grand nombre par des logiciels, de la part d'utilisateurs du service gratuit. Ceci a pour but d'avantager les utilisateurs du service payant (ces derniers n'étant pas soumis à des captchas), afin de leur réserver une plus large part de la bande passante disponible, et d'inciter les autres à y souscrire.
La résolution de ces captchas a été rendue de plus en plus difficile au fil du temps. En 2008, un système de 8 symboles alphanumériques, avec sur chacun d'entre eux un chat ou un chien en surimpression, a été mis en place ; l'utilisateur est alors invité à saisir les 4 symboles associés à un chat. Le site ne laisse aucune marge d'erreur à l'utilisateur : ainsi la lettre « I » est formée d'une manière très semblable au chiffre « 1 », mais ces deux symboles ne sont pas interchangeables. Ce système a été particulièrement critiqué pour sa difficulté, même pour les utilisateurs légitimes.
Le 22 juin 2008, les captchas ont été à nouveau modifiés, passant à un aspect de grille tridimensionnelle, sur laquelle les symboles à reconnaître étaient dessinés en bas-relief, avant d'être finalement supprimés le 2 juillet 2008, en contrepartie de diverses autres limitations pour les utilisateurs du service gratuit.
Les captchas ont refait une apparition en 2009 avant de disparaître à nouveau.

### Happy hours
À partir du 17 avril 2008, le site met en place un système dit d'happy hours, par analogie avec la pratique commerciale existant dans les débits de boisson. Au cours de ces périodes de quelques heures choisies aux moments de la journée où la bande passante est la plus disponible, les utilisateurs du service gratuit ont accès à certains services habituellement payants : pas de Captcha, ni de délai d'attente avant chaque téléchargement. Les autres limitations restent cependant actives. Une extension pour Firefox a été développée pour alerter les utilisateurs lorsqu'une happy hour est détectée.

## Aspects légaux
Le 19 janvier 2007, la GEMA annonce qu'elle a obtenu une injonction temporaire à l'encontre de Rapidshare.com et Rapidshare.de. « Ces derniers sont accusés d'avoir usé de manière illégale d'œuvres sous copyright appartenant à des membres de la GEMA ». Rapidshare a déclaré ne pas avoir connaissance du contenu téléchargé par ses utilisateurs et ne pas être en position de le contrôler. Le tribunal de Cologne a donné raison à la GEMA, jugeant que le fait que le contenu des serveurs soit géré par les utilisateurs eux-mêmes et non par l'opérateur ne déchargeait pas ce dernier de ses responsabilités légales en ce qui concerne les violations de copyright.
Au début du mois d'octobre 2008, RapidShare a été condamné à vérifier l'intégralité des fichiers téléchargés sur ses disques durs et à conserver des traces de toutes les personnes envoyant des fichiers. Des hashs des fichiers illégaux sont conservés pour ne pas qu'ils soient re-uploadés. À la suite d'autres jugements, une vérification est faite à chaque nouvel envoi de fichier. Les fichiers identifiés comme frauduleux par leur ayant droit sont généralement supprimés.
En 2009 et 2010, Rapidshare a fait l'objet de plusieurs procès et critiques de la part d'éditeurs et d'associations d'éditeurs comme la RIAA. Il faisait partie de l'International Piracy Watch List établie en 2010 par le caucus (en) congressionnel contre le piratage (Congressional International Anti-Piracy Caucus). Le site a été retiré de cette liste l'année suivante. En avril 2012, il publie un manifeste établissant un code de bonne conduite sur la protection du droit d'auteur,.

## Limitation de la bande passante
Après la fermeture de Megaupload, Rapidshare annonce le 24 février 2012 qu'il limitera la vitesse de téléchargement à 30 kio/s pour les utilisateurs sans abonnement premium. Les internautes peuvent utiliser JDownloader pour un service amélioré. En octobre 2012, le site retire cette limitation en adoptant une politique améliorée de lutte contre le partage de fichiers illégaux sur sa plateforme et en instaurant des quotas de partage journaliers.